# Melut
Melut ist eine Stadt im Bundesstaat Upper Nile im Norden des Südsudan. Sie ist auch der Hauptort des Melut County.

## Geographie
Der Ort liegt südlich von Kaka am Ostufer des Weißen Nils in einer Flussschlinge und kurz nach der Mündung des Khor Adar in den Weißen Nil. Von dort sind es nur etwa 20 km bis nach Domat im Westen, an der Grenze zum Sudan.
Der Ort ist Hauptort des County, welches sich östlich des Weißen Nils nach Osten und Norden erstreckt.
Die Region besteht aus einer ausgedehnten flachen Ebene mit Schwarzerde-Böden, die sich für Baumwollanbau eigenen (black cotton soils) und die Vegetation besteht hauptsächlich aus Savannenland mit Akazien-Beständen.
Der Nil und seine kleinen saisonalen Zuflüsse sind die Hauptquelle für Trinkwasser, Fischerei und Trinkwasser fürs Vieh. Außerdem dient der Fluss als Haupttransportroute.

## Bevölkerung
Die größten Gemeinschafte in der Region sind Dinka, Shilluk, Burun, Fur, Nubier und Nuer. Die meisten Einwohner leben von Weideviehhaltung (agro-pastoralism) und betreiben in kleinerem Umfang Handel.

## Geschichte
Nach Melut ist auch das Melut Basin benannt. Die Chevron Corporation entdeckte dort 1981 ein riesiges Ölfeld.
Im Oktober 1996 bohrte das GPC Consortium neue Bohrlöcher und eröffnete die Quellen von Chevron neu. Eine feste Straße vom Adar Oilfield nach Melut wurde ebenfalls errichtet.
Am 10. November 2010 eröffneten Einheiten der Sudan Armed Forces (SAF) in der Truppe der Joint Integrated Units das Feuer auf die Stellungen der Sudan People’s Liberation Army (SPLA) und der United Nations Mission in Sudan (UNMIS) in Melut, wobei ein Mädchen getötet und weitere Personen verwundet wurden. Die SAF schob die Schuld an der Verletzung des Waffenstillstands auf betrunkene Soldaten. Um eine Eskalation zu vermeiden, verzichtete die SPLA darauf, das Feuer zu beantworte.

### Institutionen
1976 wurde das Gideon Theological College als gemeinsame Ausbildungsstätte der Sudan Interior Church (SIC) und der Sudanese Church of Christ (SCOC) gegründet. Es ist eine inter-denominationale Hochschule. Das College wurde 1988 nach Khartum im Norden verlegt aufgrund der schweren Kämpfe in der Gegend im Zweiten Sudanesischen Bürgerkrieg (1983–2005). 2007 wurde es nach Melut zurückverlegt.
Das Anwesen war von der Armee während des Krieges stark beschädigt worden und benötigte extensive Erneuerungsarbeiten.
Im November 2007 verlegte Medair sein Primary Health Care Center nach Melut in ein neues Gebäude. Bis dahin war das Center, obwohl einzige Einrichtung für Gesundheitsfürsorge in der Gegend, dennoch in Zelten untergebracht.

## Klima
Hohe Temperaturen und eine Regenzeit von April bis Oktober prägen das tropisch-feuchte Klima. In der Trockenzeit steigen die Temperaturen auf durchschnittlich 36 Grad Celsius am Tag und weit über 20 Grad Celsius in der Nacht. In der Regenzeit liegen die Temperaturen bei 30–33 Grad Celsius tagsüber und 21–23 Grad Celsius nachts. Die Luftfeuchtigkeit liegt dann bei 70–80 %.